# Mecze reprezentacji Polski w koszykówce mężczyzn prowadzonej przez Dirka Bauermanna
Zestawienie meczów reprezentacji Polski w koszykówce mężczyzn prowadzonej przez Dirka Bauermanna:

## Oficjalne mecze międzypaństwowe
| Nr | Przeciwnik      | Miejsce               | Data             | Impreza            | Wynik (Polska-przeciwnik) | Raport |
| -- | --------------- | --------------------- | ---------------- | ------------------ | ------------------------- | ------ |
| 1  | Izrael          | Trydent               | 7 sierpnia 2013  | turniej towarzyski | 65:81                     |        |
| 2  | Gruzja          | Trydent               | 8 sierpnia 2013  | turniej towarzyski | 87:75                     |        |
| 3  | Włochy          | Trydent               | 9 sierpnia 2013  | turniej towarzyski | 65:76                     |        |
| 4  | Hiszpania       | Castellón de la Plana | 13 sierpnia 2013 | mecz towarzyski    | 66:70                     |        |
| 5  | Izrael          | Antwerpia             | 17 sierpnia 2013 | turniej towarzyski | 75:72                     |        |
| 6  | Belgia          | Antwerpia             | 18 sierpnia 2013 | turniej towarzyski | 66:52                     |        |
| 7  | Włochy          | Antwerpia             | 19 sierpnia 2013 | turniej towarzyski | 82:79                     |        |
| 8  | Ukraina         | Lublin                | 23 sierpnia 2013 | turniej towarzyski | 83:84                     |        |
| 9  | Wielka Brytania | Lublin                | 24 sierpnia 2013 | turniej towarzyski | 85:66                     |        |
| 10 | Szwecja         | Lublin                | 25 sierpnia 2013 | turniej towarzyski | 73:57                     |        |
| 11 | Turcja          | Stambuł               | 30 sierpnia 2013 | mecz towarzyski    | 68:81                     |        |
| 12 | Gruzja          | Celje                 | 4 września 2013  | mistrzostwa Europy | 67:84                     |        |
| 13 | Czechy          | Celje                 | 5 września 2013  | mistrzostwa Europy | 68:69                     |        |
| 14 | Chorwacja       | Celje                 | 7 września 2013  | mistrzostwa Europy | 70:74                     |        |
| 15 | Hiszpania       | Celje                 | 8 września 2013  | mistrzostwa Europy | 53:89                     |        |
| 16 | Słowenia        | Celje                 | 9 września 2013  | mistrzostwa Europy | 71:61                     |        |

## Bilans meczów
|                 | zwycięstwa | porażki |
| ogółem          | 7          | 9       |
| dom             | 2          | 1       |
| wyjazd          | 2          | 3       |
| neutralny teren | 3          | 5       |

|                 | zdobyte | stracone |
| ogółem          | 1144    | 1170     |
| dom             | 241     | 207      |
| wyjazd          | 336     | 340      |
| neutralny teren | 567     | 623      |